# Ấn đường
Ấn đường là huyệt vị quan trọng trên cơ thể con người theo lý thuyết về cấu tạo cơ thể con người của phương Đông.

## Vị trí
Huyệt ấn đường là điểm nằm chính giữa hai đầu lông mày, nằm trên sống mũi.

## Tác dụng
Trong Đông y thì ấn đường là huyệt vị chữa các chứng đau đầu, an định tâm thần, làm thông lợi mũi và mắt, có thể bấm ấn đường để chữa các triệu chứng của cảm cúm. Ít thấy tài liệu ghi về châm cứu ấn đường.
Trong khí công dưỡng sinh, ấn đường được xem như là vùng thượng Đan điền.
Trong môn điểm huyệt bí truyền của người Phương Đông thì ấn đường là một trong 36 đại huyệt vô cùng quan trọng của cơ thể (nói cách khác là một trong các tử huyệt). Nếu như bị điểm, đả trúng huyệt này với cường độ lực và tốc độ đòn đánh mạnh có thể khiến nạn nhân tử vong nều như không chạy chữa kịp thời và đúng phương pháp.